# María Obligado de Soto y Calvo

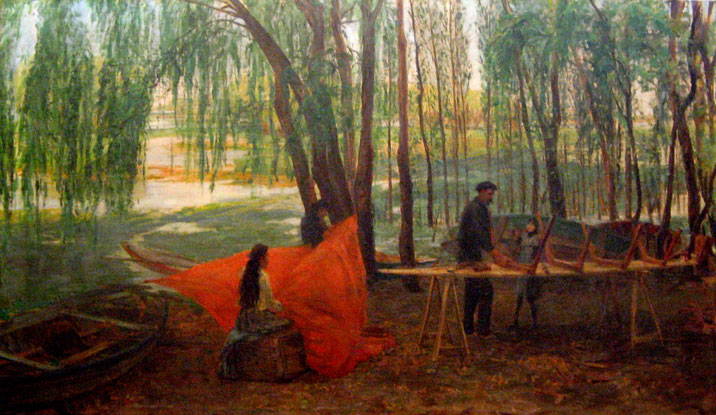
«Tarea en el río», por María Obligado de Soto y Calvo. Los paisajes campestres redundaban en la temática de sus obras.

María Obligado de Soto y Calvo  (Buenos Aires, Argentina, 4 de febrero de 1857 - Ramallo, Argentina, 19 de junio de 1938) fue una pintora argentina formada en su país natal y en Francia. Aunque olvidada por la historiografía del arte argentino, su obra ha comenzado a despertar el interés de los especialistas y del público en los últimos años.

## Biografía
María Obligado creció en un ambiente familiar muy estimulante, que compartió con su hermano, el célebre poeta Rafael Obligado (1851-1920). Estudió en Buenos Aires con el profesor italiano Giuseppe Agujari, quien fue también el maestro de otras jóvenes de la alta sociedad con inclinaciones artísticas. Pero las ambiciones de María Obligado superaron con creces lo esperado para una aficionada culta de una familia acomodada, y ella acabaría por desbordar aquella formación de adorno gracias a su tenacidad y ambición.
Como otros artistas argentinos de este período, María Obligado se dirigió a París para profundizar su formación artística y su conocimiento de la historia del arte. Tras casarse con el escritor Francisco Soto y Calvo, se embarcó en un largo viaje de formación y de transformación. La pareja viviría entre Argentina y Europa desde 1888 hasta 1910.

## Carrera artística
El escritor apoyó las aspiraciones de su esposa. Además, actuaba como un nexo ideal entre ella y los artistas varones más destacados del círculo parisino en que se movían, como quedó reflejado en el trato cercano que mantuvieron con los pintores Jean-Paul Laurens y Benjamin Constant. Ambos eran maestros de la reconocida Académie Julian, donde María Obligado estudió durante muchos años. Abierta en 1868, la Académie Julian ocupó un sitio destacado en la educación de las mujeres que buscaban formación artística sólida, y ofreció a mujeres de las más diversas nacionalidades una educación similar a la de los varones, sobre todo en lo referente al acceso al modelo vivo. María Obligado trabajaría con dedicación en este espacio, desarrollaría un amplio número de estudios y planearía sus obras de mayor formato. Tras la extensa experiencia francesa, regresó con un extraordinario corpus de centenares de obras.
Como otras mujeres artistas contemporáneas, María Obligado abordó una gran diversidad de géneros artísticos. A pesar de ser recordada principalmente por sus numerosos paisajes, realizó también retratos, escenas de género e históricas, cuadros de animales y naturalezas muertas. Abordó también el autorretrato, y fue uno de los escasos ejemplos de autorrepresentación de las artistas del Ateneo.
Su obra más importante, en términos de ejecución y significado, fue La hierra, presentada en París en 1909. La obra recibió atención de la prensa europea y fue propuesta para exhibirse en la Exposición Internacional de Arte en Buenos Aires, pues exaltaba los valores del campo en gran formato (321 x 443 cm). Sin embargo, La hierra no está expuesta en un sitio destacado en ningún museo como una obra programática del Centenario, sino que se halla en el salón comedor del Instituto Cultural “Martín Fierro” de Rosario, en un estado de conservación desastroso, tras décadas de descuido.

## Exposiciones
María Obligado expuso en el salón del Ateneo de Buenos Aires en 1896, junto a Julia Wernicke, y en la Exposición Internacional de Arte del Centenario en Buenos Aires, en 1910, junto a otras siete artistas mujeres, como Eugenia Belín Sarmiento. Pero sus presentaciones grupales más salientes se produjeron en París, pues expuso en el Salon de la Société des Artistes Français en cuatro oportunidades: 1900, 1901, 1902 y 1909. A pesar de haber expuesto en este prestigioso espacio, la artista permaneció marginada de la historia de los argentinos que “conquistaron” París. Sin embargo, su actuación en la capital francesa recibió abundante cobertura en la prensa argentina del momento.
María Obligado realizó tres exposiciones individuales en la galería Witcomb: la primera fue en 1902 y la última en 1927, cuando la artista tenía ya 70 años. En el medio, estuvo la exhibición de 1918. Por el modo de auto-presentación y por las características de la ambiciosa exposición, se distinguió de sus restantes presentaciones públicas y se convirtió en la primera retrospectiva de una artista mujer llevada a cabo en Buenos Aires. El catálogo, que mostraba la reproducción de su autorretrato en la portada, nos brinda la oportunidad de conocer la cantidad de obras exhibidas: 325. Es indudable que María Obligado quiso presentar al público porteño la totalidad de géneros pictóricos abordados por ella en su extensa carrera.
La omisión de su trayectoria se encuentra ya en algunos de los más tempranos relatos historiográficos argentinos, como los de José María Lozano Mouján y Eduardo Schiaffino. Sin embargo, José León Pagano la incluyó en su obra y afirmó que debía ser ubicada junto a los pintores más importantes de su generación. Tal deseo todavía está lejos de cumplirse, pues María Obligado es apenas conocida por algunos especialistas.
Sus obras se encuentran repartidas en el Museo Histórico Provincial “Julio Marc” de Rosario, adonde la artista donó gran parte de su obra, en el Museo Histórico Nacional y en el Museo de Arte Tigre. Exposiciones recientes como Primeros modernos en Buenos Aires (Museo Nacional de Bellas Artes, 2007) y Desbordando los géneros: artistas de la Belle Époque (Museo de Arte Tigre, 2014) han contribuido a que sea reincorporada en los relatos histórico-artísticos. Sin embargo, su ausencia en el acervo del Museo de Bellas Artes influyó en su eliminación de la historia del arte nacional: en 1939, cuando sus familiares ofrecieron en venta el óleo Angoisse al entonces director del museo, Atilio Chiappori, se encontraron con la indiferencia frente a la obra de la más ambiciosa de las artistas de su generación.
Según los testimonios familiares, María Obligado continuó pintando hasta el final de su vida: una muestra de su compromiso con el arte.
Actualmente su obra Normandie se encuentra expuesta en el Museo Nacional de Bellas Artes al lado de la obra de Ernesto de la Carcova en la sala de la generación del 80, llegó ahí luego de la exposición el Canon Accidental de Georgina Gluzman que recupera las artistas mujeres.